# Vitörad trögfågel
Vitörad trögfågel (Nystalus chacuru) är en fågel i familjen trögfåglar inom ordningen jakamar- och trögfåglar.

## Utseende och läte
Vitörad trögfågel känns igen på relativt kraftig och tjock orangefärgad näbb med mörk spets och stora vita kindfläckar som gett arten dess namn. Sången är ljudlig och visslande.

## Utbredning och systematik
Vitörad trögfågel delas in i två underarter med följande utbredning:
- N. c. chacuru – förekommer i campos i södra Brasilien, östra Paraguay och nordöstra Argentina
- N. c. uncirostris – förekommer i sydöstra Peru, nordöstra Bolivia och angränsande västra Brasilien

## Levnadssätt
Vitörad trögfågel är en välkänd fågel i rätt torr savann, buskmarker och skogsbryn. Den ses vanligen i par, sittande på exponerade grenar.

## Status och hot
Arten har ett stort utbredningsområde, men tros minska i antal, dock inte tillräckligt kraftigt för att den ska betraktas som hotad. Internationella naturvårdsunionen IUCN listar arten som livskraftig (LC).